# Jim Lowe
Jim Lowe (ur. 7 maja 1923 w Springfield, zm. 12 grudnia 2016 w East Hampton) – amerykański piosenkarz.

## Wyróżnienia
Posiada swoją gwiazdę na Hollywoodzkiej Alei Gwiazd.